# إيك آرمسترونغ
إيك آرمسترونغ (بالإنجليزية: Ike Armstrong)‏ هو مدرب كرة سلة أمريكي، ولد في 8 يونيو 1895 في فورت ماديسون في الولايات المتحدة، وتوفي في 4 سبتمبر 1983 في كورونا ديل مار ‏ في الولايات المتحدة.

## وصلات خارجية
- إيك آرمسترونغ على موقع كلية كرة السلة في سبورتس رفرنس.كوم (الإنجليزية)